# 布里斯本港
布里斯本港位於澳洲昆士蘭州東岸，位處布里斯本河下游、摩頓灣之北，是全國第3繁忙的港口。
根據昆士蘭第一產業廳的調查，布里斯本港是當初南美火蟻最有可能進入澳大利亞的海港。

## 擴建
目前布里斯本港正耗資澳幣5千萬於基礎建設上，並將投入1億於購買用具。

## 外部連結
- 布里斯本港 （页面存档备份，存于）